# Enes Mahmutovic
Enes Mahmutovic, né le 22 mai 1997 à Peć en Yougoslavie (aujourd'hui au Kosovo), est un footballeur international luxembourgeois qui joue au poste de défenseur central au NAC Breda.

## Biographie

### En équipe nationale
En octobre 2016, il est retenu par le sélectionneur de l'équipe du Luxembourg espoirs, Manuel Cardoni, afin de disputer une série de matchs pour les éliminatoires du championnat d'Europe espoirs 2017. Ines joue son premier match avec les espoirs le 7 octobre 2016, face à l'Arménie, en tant que titulaire, aux côtés de Ben Vogel en défense centrale (victoire 1-0 au stade de la Frontière).
Quelques semaines après sa première sélection avec les espoirs, il est convoqué par Luc Holtz pour disputer les éliminatoires de la Coupe du monde 2018 avec l'équipe du Luxembourg. Le 13 novembre 2016, Mahmutovic joue son premier match avec les lions rouges, face aux Pays-Bas, en tant que défenseur latéral droit (défaite 3-1 au stade Josy-Barthel).

## Palmarès
- Champion du Luxembourg en 2015 avec le CS Fola Esch